# Liste der Kulturgüter in Vaz/Obervaz
Die Liste der Kulturgüter in Vaz/Obervaz enthält alle Objekte in der Gemeinde Vaz/Obervaz im Kanton Graubünden, die gemäss der Haager Konvention zum Schutz von Kulturgut bei bewaffneten Konflikten, dem Bundesgesetz vom 20. Juni 2014 über den Schutz der Kulturgüter bei bewaffneten Konflikten sowie der Verordnung vom 29. Oktober 2014 über den Schutz der Kulturgüter bei bewaffneten Konflikten unter Schutz stehen.
Objekte der Kategorien A und B sind vollständig in der Liste enthalten, Objekte der Kategorie C fehlen zurzeit (Stand: 13. Oktober 2021).

## Kulturgüter
| Foto |                                                                                       | Objekt                                                                                  | Kat. | Typ | Standort                                  | Beschreibung |
| ---- | ------------------------------------------------------------------------------------- | --------------------------------------------------------------------------------------- | ---- | --- | ----------------------------------------- | ------------ |
| ja   | Datei hochladen · Wikidata zu Katholische Kirche St. Leza (Q29521682)                 | Katholische Kirche Son Leza / Baselgia catolica Son Leza KGS-Nr.: 3385                  | A    | G   | Lain, Voa Viglia 48 759920 / 173940       |              |
| ja   | Datei hochladen · Wikidata zu Haus Kessler (Q29521691)                                | Haus Kessler / Tgea Kessler KGS-Nr.: 10066                                              | A    | G   | Muldain, Voa pas Cheus 12 759517 / 173341 |              |
| ja   | Datei hochladen · Wikidata zu Baselgia catolic Son Gion Battista, Muldain (Q29785254) | Katholische Kirche Son Gion Battista / Baselgia catolic Son Gion Battista KGS-Nr.: 3386 | B    | G   | Muldain, Voa Son Schon 2 759657 / 173445  |              |
| ja   | Datei hochladen · Wikidata zu Burg Nivagl (Q1013340)                                  | Nivagl, mittelalterliche Burgstelle / Nivagl, fortezza medievala KGS-Nr.: 3387          | B    | F   | Nivagl, Voa da Solis 760160 / 172949      |              |
| ja   | Datei hochladen · Wikidata zu Tgea Veuta, Lain (Q29785256)                            | Haus Veuta / Tgea Veuta KGS-Nr.: 10837                                                  | B    | G   | Lain, Voa Viglia 25 759945 / 173946       |              |
| ja   | Datei hochladen · Wikidata zu Junkerhaus (Q29785253)                                  | Junkerhaus / Tgesa digl giuncher KGS-Nr.: 12482                                         | B    | G   | Muldain, Voa Nova 28 759700 / 173455      |              |